# Dalla padella alla brace
Dalla padella alla brace (Cannery Rodent) è un film del 1967 diretto da Maurice Noble e Chuck Jones. È il ventinovesimo dei 34 cortometraggi animati della serie Tom & Jerry prodotti da Jones con il suo studio Sib-Tower 12 Productions. Venne distribuito il 14 aprile del 1967 dalla Metro-Goldwyn-Mayer.

## Trama
Tom insegue Jerry al porto, finché i due finiscono sul nastro trasportatore dove vengono inscatolati i pesci, venendo pure loro inscatolati. Una volta liberatosi, Tom cerca di catturare Jerry, ma cade in acqua, dove viene inseguito da uno squalo. Tornato al porto, Tom apre la lattina con dentro Jerry e, quando tenta di catturarlo, riceve un morso sul dito. I due riprendono a inseguirsi, ma Tom cade di nuovo nel mare e lo squalo cerca ancora di mangiarlo. Quando sembra che per Tom sia la fine, Jerry versa del pepe in bocca allo squalo, che starnutendo si ritrova proiettato sul nastro trasportatore, finendo anch'esso in una lattina. Tom però non si dimostra grato con Jerry, il quale si tuffa in mare. Tom lo segue, ma fugge quando vede avvicinarsi la pinna dorsale di uno squalo, che in realtà è manovrata da Jerry.